# Simon Roter

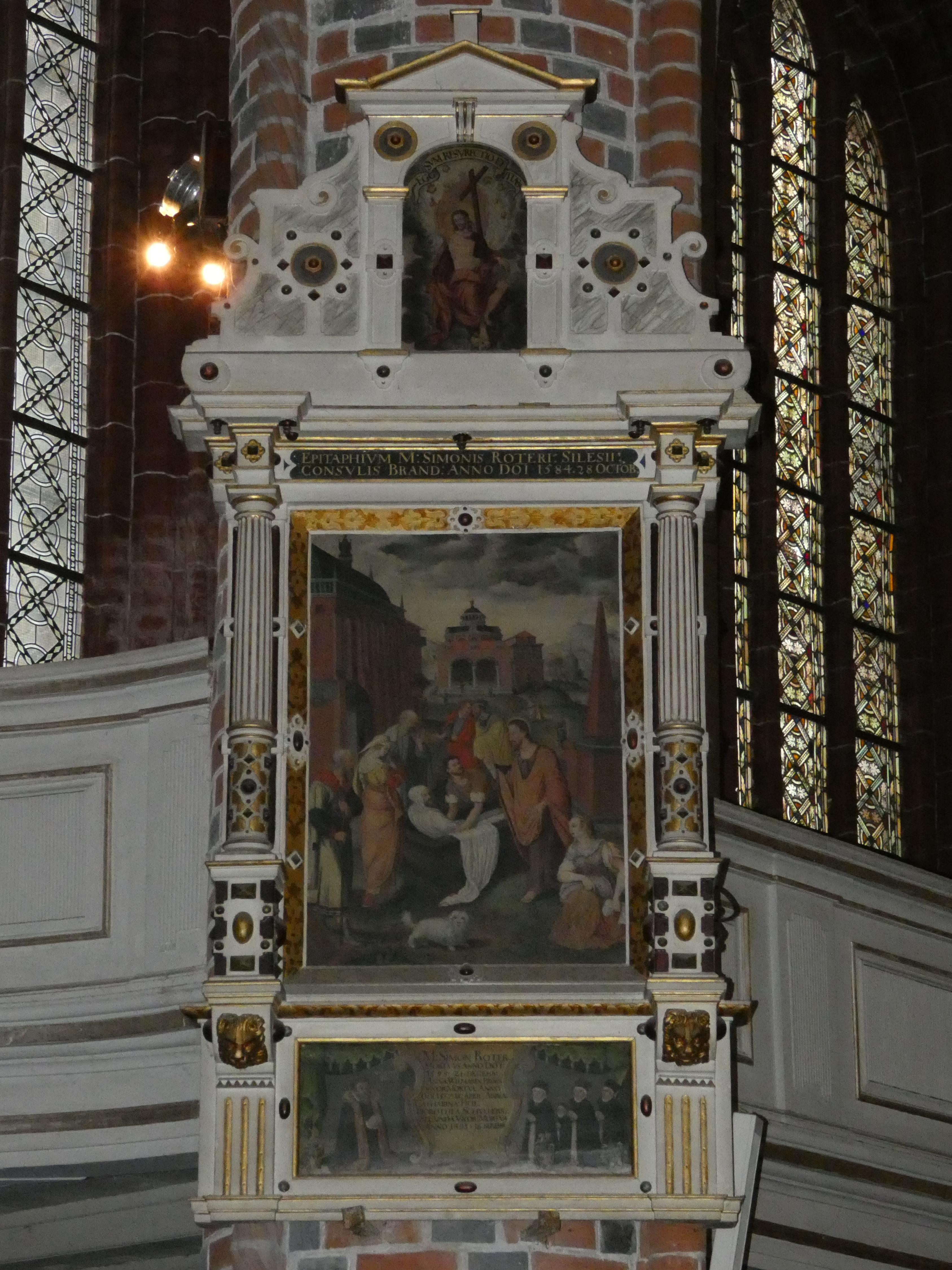
Epitaph Simon Roters, St. Gotthardt, Brandenburg an der Havel

Simon Roter (* 1516, 1517 oder 1524 in Neumarkt in Schlesien; † 21. Dezember 1595) war Bürgermeister der Altstadt Brandenburg.

## Leben und Wirken
Simon Roter wurde im schlesischen Neumarkt geboren. Überliefert ist, dass er als Rektor einer Schule und 1551 als Stadtschreiber arbeitete, bevor er Bürgermeister der Altstadt wurde (1584 oder 1561 bis 1578). Weiterhin war er Senior und Verordneter der Städte der Mittelmark, der Uckermark und des Kreises Ruppin. Er soll das Archiv von Altstadt strukturiert und ein Kopialbuch für Urkundenabschriften angelegt haben. Weiterhin soll Roter ein Stadtbuch eingeführt haben.
Mit Gertrud von Saldern vermittelte Roter 1589 eine Grundstücksschenkung in der Altstadt, auf welchem die Saldria, eine Lateinschule, eingerichtet wurde, sowie eine Stiftung, mit der mittellosen oder ärmeren Schülern für den Schulbesuch ein Stipendium gewährt wurde. In der Tradition dieser Schulgründung sieht sich die von Saldern-Gymnasium Europaschule.
Simon Roter starb 1595. Er war zweimal verheiratet. Seine erste Frau war die Witwe und geborene Anna Wilmar, die am 18. April 1557 verstarb. Mit seiner zweiten Ehefrau Dorothea Schuller war Roter 35 Jahre verheiratet, als sie am 16. November 1593 im Alter von 56 Jahren verstarb. Er selbst war bei ihrem Tod 76 Jahre als. Simon Roter überlebte seine zweite Frau etwa zwei Jahre, bis er 1595 im Alter von 78 Jahren starb. Roter hatte zwei Töchter, von denen eine im Kindesalter gestorben war.

## Epitaph
In der Pfarrkirche St. Gotthardt, in der er beerdigt wurde, befindet sich ein Epitaph, welches Roter und seinen zwei Ehefrauen gewidmet ist. Das hölzerne Epitaph ist dreigeteilt. Im unteren Teil sind Roter zur Linken und seine beiden Frauen nebst Töchter zur Rechten kniend und betend dargestellt. Die Todesdaten sind schriftlich vermerkt. Das Hauptgemälde in der Bildmitte, welches von Säulen flankiert ist, zeigt die Auferweckung des Lazarus. Oben auf befindet sich eine Ädikula, in der der auferstandene Jesus Christus mit Kreuz dargestellt ist. Das Epitaph ist auf das Jahr 1584 datiert, wurde also entsprechend lange vor dem Tod Simon Roters angefertigt.